# Chalcopasta ornata
Chalcopasta ornata là một loài bướm đêm trong họ Noctuidae.